# Chitinopoma capensis
Chitinopoma capensis är en ringmaskart som först beskrevs av Francis Day 1961.  Chitinopoma capensis ingår i släktet Chitinopoma och familjen Serpulidae. Inga underarter finns listade i Catalogue of Life.